# Peter Winkler
Pour les articles homonymes, voir Winkler.
Peter Mann Winkler est un mathématicien et informaticien théoricien qui travaille en mathématiques discrètes, théorie de la complexité et théorie des probabilités. 

## Carrière
Peter Winkler étudie les mathématiques à l’université Harvard et reçoit son  PhD en 1975 à l’université Yale sous la supervision de Abraham Robinson et
Angus John Macintyre (titre de la thèse : « Assignment of Skolem Functions for Model-Complete Theories »). Il est professeur assistant à l’Stanford  de 1975 à 1977), puis à l’université Emory de 1983 à 1991 d'abord comme professeur assistant, ensuite professeur titulaire et directeur de département. De 1989 à 1994 il est directeur chez Bellcore et de 1994 à 2004 directeur au département de recherche mathématiques fondamentales aux Bell Laboratories. Il travaille à l’Institute for Advanced Study pendant un an, et enfin au Dartmouth College à partir de 2004 comme professeur de mathématiques, puis d’informatique, ensuite « Albert Bradley Third Century Professor in the Sciences » de 2006 à 2011 et, depuis 2011, en tant que « William Morrill Professor ».

## Recherche
Winkler a publié de nombreux articles et détient également des brevets, dans un large spectre de domaines, allant de la allant de la cryptographie à la navigation maritime. Il est auteur de deux livres sur des casse-tête numériques et logiques : 
- Mathematical Puzzles: A connoisseur's collection, A K Peters, 2003, 175 p. (ISBN 978-1-56881-201-4).
- Mathematical Mind-Benders, A K Peters/CRC Press, 2007, 160 p. (ISBN 978-1-56881-336-3).

En 2011, Winkler est co-récipiendaire du Prix Robbins de la Mathematical Association of America comme coauteur du deuxième des deux articles qui traitent du problème d'empilage de blocs, c'est-à-dire du calcul du nombre de briques superposées avec surplomb :
- Mike Paterson et Uri Zwick, « Overhang », Amer. Math. Monthly, vol. 116, no 1,‎ 2009, p. 19-44 (MR 2011b:68182, arXiv 0710.2357)
- Mike Paterson, Yuval Peres, Peter Winkler et Uri Zwick, « Maximum overhang », Amer. Math. Monthly, vol. 116, no 9,‎ 2009, p. 763-787 (MR 2011b:68183, arXiv 0707.0093)